# Yū Fujiki
Yū Fujiki (藤木 悠, Fujiki Yū), né le 2 mars 1931 à Tokyo (Japon) et mort le 19 décembre 2005 dans l'arrondissement spécial de Tokyo de Chūō (Japon), est un acteur japonais.

## Biographie
Né à Tokyo, Yū Fujiki est diplômé de l'université Dōshisha et rejoint le studio Tōhō en 1954.
Il commence par jouer des rôles masculins hétéros, mais est ensuite passé à des rôles plus comiques, en particulier en combinaison avec Tadao Takashima. Il quitte le studio en 1974 et trouve le succès à la télévision dans des séries telles que G-Men '75.
Il est apparu dans plus de 160 de films de 1954 à 2005.

## Filmographie

### Au cinéma
- 1954 : Farewell Rabaul (さらばラバウル, Saraba Rabauru?) d'Ishirō Honda
- 1954 : Mako osorubeshi (魔子恐るべし?) de Hideo Suzuki
- 1954 : L'Ange du samedi (土曜日の天使, Doyobi no tenshi?) de Kajirō Yamamoto
- 1954 : Yurei otoko (幽霊男?) de Motoyoshi Oda
- 1955 : Homme n° 1 (男性Ｎｏ．１, Dansei No. 1?) de Kajirō Yamamoto : Ichiro Shimamura
- 1955 : Izumi e no michi (泉へのみち?) de Masanori Kakei (ja)
- 1955 : Otoko arite (男ありて?) de Seiji Maruyama : Hiroshi Ônishi
- 1955 : Duel à Ichijoji (続宮本武蔵 一乗寺の決闘, Zoku Miyamoto Musashi : Ichijōji no kettō?) de Hiroshi Inagaki : Denshichiro Yoshioka
- 1955 : Geisha Konatsu: Hitori neru yo no Konatsu (芸者小夏 ひとり寝る夜の小夏?)  de Nobuo Aoyagi : Yamada
- 1955 : Hatsukoi sannin musuko (初恋三人息子?) de Nobuo Aoyagi
- 1955 : L'Histoire de l'amour (愛の歴史, Ai no rekishi?) de Kajirō Yamamoto : Akihiko Ôhira
- 1956 : Rangiku monogatari (乱菊物語?) de Senkichi Taniguchi
- 1956 : Kuroobi sangokushi (黒帯三国志?) de Senkichi Taniguchi : Kotetsu
- 1956 : Furyō shōnen (不良少年?) de Senkichi Taniguchi : Shûzô Ukita
- 1956 : Wakōdo no gaika (若人の凱歌?) de Nobuo Aoyagi
- 1956 : Nemuri Kyōshirō burai hikae (眠狂四郎無頼控?) de Shigeaki Hidaka (ja)
- 1957 : Le Château de l'araignée : Washizu samurai
- 1957 : Hoshizora no machi
- 1957 : Taian kichijitsu
- 1957 : Kono futari ni sachi are
- 1957 : Zoku Sazae-san : Norio
- 1957 : Salaryman shusse taikôki : Kunihiro
- 1957 : Koto no tsume
- 1957 : Les Bas-fonds : Unokichi
- 1957 : Daigaku no samurai tachi : Okabe
- 1957 : Ippon-gatana dohyô iri : Nekichi
- 1957 : Zokuzoku Ôban: Dotô hen : Shop Employee
- 1957 : Sazae-san no seishun : Norio
- 1958 : Kusabuê no okâ
- 1958 : Yajikata dôchû sugoroku
- 1958 : Anzukko (杏っ子, Anzukko?) de Mikio Naruse : Okada
- 1958 : Kekkon no subete
- 1958 : Kigeki ekimae ryokan
- 1958 : Doji o numana
- 1958 : Furanki no sannin mae
- 1958 : Kami no taisho
- 1958 : Jinsei gekijô - Seishun hen
- 1958 : La Forteresse cachée : Barrier guard
- 1959 : Kodama wa yonde iru : Ken'ichi Hirasawa
- 1959 : Aisaiki
- 1959 : Songokû
- 1959 : Sarariman shussetai koki daiyonbu : Kato
- 1959 : Shin santô jûyaku : Hikotarô Takeda
- 1959 : The Three Treasures : Okabi
- 1959 : Sarariman jikkai
- 1959 : Kashima ari
- 1960 : Samurai to oneechan : Ryôichi Kageyama
- 1960 : Quand une femme monte l'escalier : Matsui (mari de Miyuki)
- 1960 : Yama no kanata ni - Dai ichi-bu: Ringo no hoo: Dai ni-bu: Sakana no seppun : Yamazaki
- 1960 : Hito mo arukeba : Kogoro Kindaichi
- 1960 : Kunisada Chûji : Gentetsu Shimizu
- 1960 : Shin santô jûyaku: Ataru mo hakke no maki : Tadao Minagawa
- 1960 : Shin santo juyaku: teishu kyo iku no maki
- 1960 : Happyaku-ya oshichi
- 1960 : Shin jôdaigaku
- 1960 : Gametsui yatsu
- 1960 : Sararîman Chûshingura : Akagaki
- 1961 : Ôsaka-jô monogatari : Danuemon Hanawa
- 1961 : Shusse kôsu ni shinro o tore
- 1961 : Zoku sararîman Chûshingura : Akagaki
- 1961 : Honkon no yoru
- 1961 : Toiretto shacho
- 1961 : Toilet buchô : Ôba
- 1961 : Dernier Caprice : Maruyama Rokutarou
- 1961 : Futari no musuko
- 1961 : Ganba
- 1962 : Salary man Shimizu minato : Ôiwa
- 1962 : Zoku sararîman shimizu minato
- 1962 : Long Way to Okinawa
- 1962 : Josei jishin : Isaburô Ishimoto
- 1962 : Nihon ichi no wakadaishô
- 1962 : Star of Hong Kong : Ôtsuka
- 1962 : King Kong contre Godzilla : Kinsaburo Furue
- 1962 : Chūshingura: Hana no Maki, Yuki no Maki : Tadashichi Takebayashi
- 1963 : Onna ni tsuyoku naru kufû no kazukazu : Kinsaku Sano
- 1963 : Nippon jitsuwa jidai
- 1963 : Kawachi udoki-Oiroke hanjoki
- 1963 : Hawai no wakadaishô
- 1963 : Ringo no hana saku machi : Toshiyuki Sawada
- 1963 : Norainu sakusen
- 1963 : Oneechan sandai-ki : Kusakari
- 1963 : Atragon : Yoshito Nishibe
- 1963 : Honolulu, Tokio, Hong Kong : Policeman
- 1964 : Une femme dans la tourmente : Mr. Nomizo, employee at rival supermarket of Morita's
- 1964 : Mothra contre Godzilla : Jiro Nakamura
- 1964 : Hadaka no jûyaku
- 1964 : Chi to daiyamondo
- 1964 : Horafuki taikôki : Toshiie Maeda
- 1964 : Danchi: Nanatsu no taizai : 6th Sin & 7th Sin-Toshio Aono
- 1964 : Hana no oedo no musekinin
- 1965 : Tameki no taisho
- 1965 : Senjo ni nagareru uta
- 1965 : Honkon no shiroibara : A chinese inspector
- 1966 : Musekinin Shimizu Minato
- 1966 : L'Étranger à l'intérieur d'une femme (女の中にいる他人, Onna no naka ni iru tanin?) de Mikio Naruse : Kuroiwa
- 1966 : Kureji da yo: kisôtengai : Takebayashi
- 1966 : La Guerre des monstres
- 1966 : Tenamonya Tôkaidô
- 1966 : Jinchoge : Nomura
- 1966 : Neko no kyujitsu
- 1966 : Kore ga seishun da! : Nakagawa
- 1967 : Râkugoyarô-Daibakushô : Chuya Maruhashi
- 1967 : Kureji ogon sakusen
- 1967 : Take-chan shacho: Seishun de tsukkare!
- 1967 : Japan's Longest Day : Colonel Seike - Military Aide to the Emperor
- 1967 : Tenamonya yurei dochu : Hyobe Kuroiwa
- 1967 : Dekkai taiyô
- 1967 : Two in the Shadow : Ishikawa, mari d'Ayako
- 1967 : Moero! Taiyô
- 1968 : Kawachi fûten zoku : Sanjirô
- 1968 : Isoroku : Staff Officer Fujii
- 1968 : Moero! Seishun : Shôjirô Arikawa
- 1968 : Kûsô tengoku : Kuroda
- 1969 : Go! Go! Wakadaishô : Kyoza Yokozawa
- 1969 : Furesshuman wakadaishô
- 1969 : Konto 55go: Jinrui no daijakuten
- 1969 : Nippon ichi no danzetsu otoko : Kishii
- 1969 : Mito Kômon man'yûki : Yadayû Ôno
- 1969 : Musume zakari : Yûzô Sagawa
- 1970 : Les Envahisseurs de l'espace : Promotion Division Manager
- 1970 : Ore no sora da ze! Wakadaishô
- 1970 : Batsugun joshikôsei: 16 sai wa kanjichau : Akahori
- 1970 : Batsugun joshikôsei: Sotto shitoite 16 sai
- 1971 : Nishi no petenshi Higashi no sagishi : Uchida
- 1973 : Yubi-kun: Sarariman jingi
- 1974 : Isoge! Wakamono : Hirata
- 1975 : Ganbare! Wakadaishô
- 1976 : Gekitotsu! Wakadaishô
- 1977 : Kochira Katsushika-ku Kameari kôen mae hashutsujo
- 1981 : Kaettekita wakadaishô
- 1981 : Eki, la gare (駅 STATION, Eki Station?) de Yasuo Furuhata : Ichiro Mikami
- 1981 : Chikagoro naze ka Charusuton
- 1981 : Sukkari... sono ki de!
- 1982 : The Highest Honor
- 1983 : Jidai-ya no nyobo : Tonkichi no Oyaji
- 1983 : Daburu beddo : Man in TV drama
- 1984 : F2 grand prix
- 1985 : Jidai-ya no nyobo 2 : Maître de Tonkichi
- 1986 : Uemura Naomi monogatari (植村直己物語?) de Jun'ya Satō : Mitsuo Ogawa
- 1987 : Ore wa otokoda! kanketsu-hen
- 1991 : Dai yûkai : Président de Wakayama Broadcasting
- 1996 : Black Jack 2: Pinoko ai shiteru : Dr. Kani
- 2001 : Satorare
- 2003 : Nain souruzu : Propriétaire du restaurant
- 2005 : Kita no zeronen : Kamejiro Nakano

### À la télévision
- 1969 : Ten to Chi to : Kakizaki Kageie
- 1973 : Bardie Daisakusen :
- 1974-1975 : Ultraman Leo : Seiji Omura
- 1975-1979 : G-Men '75 : Hachibe Yamada
- 1994 : Hana no Ran : Nijō Mochimichi